# The Wind
The Wind és una pel·lícula dramàtica de 1928 dirigida per Victor Sjöström i protagonitzada per Lillian Gish i Lars Hanson. Ambientada en el desert de Texas, segueix la història de Letty Mason, una jove que, després de viatjar des de Virgínia, es veu atrapada en un matrimoni sense amor i en una situació dramàtica quan ha de defensar-se d'una agressió. La pel·lícula destaca per la seva potència visual, amb seqüències del vent i l'entorn desèrtic, tot i que va ser rodada al desert de Mojave, Califòrnia. Amb una gran interpretació de Gish, el film és reconegut com una de les obres més importants del cinema mut, preservada al National Film Registry des de 1993.